# New Highmark Stadium
El nuevo Highmark Stadium es un estadio de fútbol americano actualmente en construcción en Orchard Park, Estados Unidos. Las instalaciones se están construyendo para los Buffalo Bills, equipo que juega en la liga NFL.
El estadio se está construyendo en Orchard Park, un suburbio del sur de Búfalo, justo al lado del actual estadio de los Buffalo Bills, el Highmark Stadium. Una vez inaugurado el nuevo estadio, se demolerá la antigua instalación y se construirán aparcamientos en su lugar.
Los trabajos de preparación del terreno comenzaron a principios de mayo de 2023, y la ceremonia oficial de colocación de la primera piedra tuvo lugar el 5 de junio de 2023. Según el plan, el nuevo estadio debería estar listo en julio de 2026.
Se prevé que la construcción del estadio cueste 1.700 millones de dólares, de los cuales 850 millones procederán del Estado de Nueva York (600 millones) y del condado de Erie (250 millones). Se trata de una de las mayores subvenciones para la construcción de estadios con fondos públicos de la historia de Estados Unidos.
El nuevo estadio tendrá capacidad para 62.000 espectadores, algo menos de 10.000 que su predecesor. Sin embargo, el nuevo Highmark Stadium será mucho más moderno que el antiguo, y gran parte de sus gradas estarán techadas.